# Geotecnologia

Mapa 3D produzido com uso de geotecnologias

Geotecnologia, também chamada de tecnologia de informação geográfica, é o conjunto de tecnologias para coleta, processamento, análise e disponibilização de informação geográfica. Muitas vezes confundido com Georreferenciamento, Geoprocessamento e Geomática, Geotecnologia é um termo genérico, muito utilizado no Brasil e nos outros países da América Latina, para designar todas as etapas que envolvem uso e análise espacial de dados geográficos e seu compartilhamento.
A Geotecnologia envolve aplicação de tecnologias da informação e comunicação para a aquisição, processamento, análise e visualização de dados geoespaciais. Este campo interdisciplinar desempenha um papel crucial em diversas áreas do conhecimento, incluindo geografia, cartografia, geologia, biologia, agricultura, planejamento urbano e gestão de recursos naturais. 

### História
O desenvolvimento da Geotecnologia remonta ao século XX, com avanços significativos na coleta e interpretação de dados geoespaciais. Desde então, a evolução tecnológica tem impulsionado inovações constantes, desde o uso de fotogrametria até a adoção de tecnologias de sensoriamento remoto e sistemas de informação geográfica (GIS).

### Aplicações
A geotecnologia, com sua capacidade de adquirir, processar, analisar e visualizar dados geoespaciais, desempenha um papel fundamental em inúmeras áreas, desbravando fronteiras interdisciplinares e impulsionando avanços significativos. Seu impacto abrange desde a cartografia, onde possibilita a criação de mapas dinâmicos e interativos, até campos como sensoriamento remoto, onde satélites e drones são empregados para capturar imagens e dados do solo, transformando a compreensão e monitoramento do nosso planeta.
Além disso, a aplicação da Geotecnologia estende-se aos Sistemas de Informação Geográfica, ferramentas essenciais na análise e interpretação de dados espaciais. Esses sistemas fornecem subsidios que fundamentam tomadas de decisões em áreas tão diversas quanto planejamento urbano, gestão de recursos naturais e agricultura de precisão.
No âmbito da cartografia digital moderna, a Geotecnologia desempenha um papel transformador, possibilitando a criação de mapas detalhados e customizáveis, essenciais para uma variedade de aplicações, desde navegação até análises geoespaciais avançadas.
No contexto do sensoriamento remoto, a capacidade de utilizar satélites e drones para coletar informações em tempo real do ambiente terrestre revoluciona a maneira como monitoramos e compreendemos fenômenos naturais, eventos climáticos e mudanças na paisagem, fornecendo uma visão abrangente e atualizada do nosso planeta.
Essas aplicações práticas da Geotecnologia não apenas otimizam processos existentes, mas também abrem novas possibilidades para a inovação em diversos setores, contribuindo para o avanço contínuo da ciência e tecnologia geoespacial.

#### Cartografia
A cartografia digital moderna é um dos principais campos de aplicação da Geotecnologia, permitindo a criação de mapas interativos e dinâmicos.

#### Sensoriamento Remoto
O uso de satélites e drones para capturar imagens e dados do solo tem transformado a forma como entendemos e monitoramos a Terra. Esses equipamentos são amplamente adotados como base de soluções envolvendo o uso de geotecnologias no mapeamento de elementos diversos

#### Sistemas de Informação Geográfica (SIG ou GIS)
Os SIGs são ferramentas essenciais na análise e interpretação de dados espaciais, possibilitando a tomada de decisões informadas em muitas áreas. Os setores de agricultura, mineração, urbanização e militar são exemplos de áreas que se beneficiam em muito da presença desta tecnologia

### Desafios e Tendências
Apesar dos avanços, a Geotecnologia enfrenta desafios, como a necessidade de lidar com grandes volumes de dados e garantir a privacidade das informações coletadas. Tendências emergentes incluem a integração de inteligência artificial e aprendizado de máquina para análise preditiva e aprimoramento da precisão nas análises.
A Geotecnologia desempenha um papel crucial na gestão ambiental, auxiliando na monitorização de ecossistemas, identificação de mudanças climáticas e gestão de recursos naturais. 